# 朝川善庵
朝川 善庵（あさかわ ぜんあん、天明元年4月8日（1781年5月1日） - 嘉永2年2月7日（1849年3月1日））は江戸時代後期の儒学者。名は鼎。字は五鼎。中根香亭の外祖父にあたる。養子として朝川同斎を迎える。

## 生涯
服部南郭の門人であった片山兼山の三男として生まれる。兼山が中年にして没し、母が再婚した医師・朝川黙翁に養われる。12歳で折衷派の儒者・山本北山に入門。養父・黙翁に連れられ京都・摂津を遊歴し、寛政10年（1798年）に長崎鎮台の肥田豊州に従って長崎・薩摩に赴き、善庵の博学才識が広く知られるようになる。平戸藩主・松浦氏を初めとして津藩主・藤堂氏や大村藩主・大村氏などの大名が門人となり、私塾を江戸本所の小泉町に開いた後は、経義に詳しいことにより佐藤一斎と並ぶ名声を得た。
文化11年（1814年）に養父の死の床に呼ばれ、自分が片山兼山の実子であると明かされ、本姓に復するよう遺言されたが、今までの撫育の恩に報いるため終生「朝川」の姓を名乗る。
文化12年（1815年）、伊豆に清国船が漂着した件で韮山代官である江川英毅に依頼され、清人と筆談に当たり事態を収拾した。弘化3年（1846年）に学問上の業績が幕府から表彰され、12代将軍・徳川家慶に謁見を賜る。松浦氏の要請に応じて儒官となり平戸藩の機密にも参与する。嘉永元年（1848年）の冬に病にかかり、翌年に没する。享年69。葛飾郡小梅村常泉寺（東京都墨田区向島）に葬る。門人たちが相談して諡を學古先生とする。
大正4年（1915年）、正五位を追贈された。

## 著作
- 『周易愚説』2巻
- 『易説家伝旧聞』4巻
- 『詩書困知説』6巻
- 『左伝諸注補考』8巻
- 『論語漢説発揮』10巻
- 『孝経六書』
- 『大学原本釈義』
- 『荀子箋釈』8巻
- 『仁義略説』
- 『学古塾規式』
- 『分田備考』3巻
- 『田園地方紀原』3巻
- 『鄭将軍成功伝』
- 『刪定紀効新書』6巻
- 『下田紀事』4巻
- 『善庵随筆』2巻
- 『善庵文鈔』8巻
- 『善庵詩鈔』2巻
- 『楽我室遺稿』4巻　→『崇文叢書』に収められる。